# Lưu Tranh
Lưu Tranh (sinh tháng 8 năm 1954) là cựu Trung tướng Quân Giải phóng Nhân dân Trung Quốc (PLA), nguyên Phó Chủ nhiệm Tổng cục Hậu cần PLA. Tháng 11 năm 2014, ông bị cơ quan chống tham nhũng của PLA điều tra.
Lưu Tranh là cựu đại biểu Quốc hội Trung Quốc khóa XII.

## Sự nghiệp
Lưu Tranh sinh ra và lớn lên ở Dinh Khẩu, tỉnh Liêu Ninh. Ông tốt nghiệp Đại học Kỹ thuật Pháo binh số 2 PLA, chuyên ngành kỹ thuật điện tử và truyền thông. Sau khi tốt nghiệp đại học, ông được phân công công tác tại Tổng cục Hậu cần PLA (GLD). Tháng 7 năm 2006, Lưu Tranh được phong quân hàm Thiếu tướng. Tháng 12 năm 2009, ông được bổ nhiệm làm Tham mưu trưởng Tổng cục Hậu cần PLA, giữ chức này đến tháng 12 năm 2012, khi ông được thăng chức làm Phó Chủ nhiệm Tổng cục Hậu cần PLA. Tháng 8 năm 2014, ông được thăng quân hàm Trung tướng. Ngày 15 tháng 1 năm 2015, Quân Giải phóng Nhân dân Trung Quốc thông báo rằng ông đã bị điều tra từ tháng 12 năm 2014 vì "nghi ngờ vi phạm pháp luật".